# Metopius scitulus
Metopius scitulus là một loài tò vò trong họ Ichneumonidae.